# Marta Andreasen
Pour les articles homonymes, voir Andreasen.
Marta Andreasen, née le 26 novembre 1954 à Buenos Aires, est une femme politique britannique.
Membre du Parti pour l'indépendance du Royaume-Uni jusqu'en 2013 puis membre du Parti conservateur, elle est députée européenne de 2009 à 2014.

## Carrière professionnelle
Mme Andreasen a obtenu son diplôme d'expert-comptable en 1977 à Buenos Aires, puis a travaillé pendant cinq ans en tant qu'auditrice chez PricewaterhouseCoopers. À partir de 1982, elle a travaillé comme responsable des finances et de l'administration, puis comme directrice régionale des finances dans diverses entreprises, telles que Rockwell Automation et Lotus Development, principalement en Espagne.

## Carrière politique
En 2007, Mme Andreasen devient trésorière du Parti pour l'indépendance du Royaume-Uni (UKIP), qui soutient le retrait du Royaume-Uni de l'Union européenne. Lors des élections européennes de 2009, elle est élue députée UKIP au Parlement européen pour le sud-est de l'Angleterre et rejoint immédiatement l'influente commission du contrôle budgétaire du Parlement, bien que le groupe du Parti populaire européen bloque sa candidature à la vice-présidence de cette commission. En septembre 2009, elle démissionne de son poste de trésorière de l'UKIP.
En avril 2010, Mme Andreasen a annoncé son intention de poser sa candidature au poste vacant de directeur général de l'Office européen de lutte antifraude (OLAF), mais aucun rapport ultérieur n'a fait état d'une telle candidature.
Après ce qu'elle considère comme un résultat décevant pour l'UKIP lors des élections locales de mai 2011, Mme Andreasen a demandé à son leader Nigel Farage de démissionner. Le parti a répondu qu'il avait fait des gains lors des élections et que sa déclaration "montre ce que l'on pourrait peut-être charitablement appeler une naïveté dans son analyse de la scène électorale britannique". Lors d'une interview télévisée, Farage lui-même a répondu qu'Andreasen était déconnectée et "ne savait pas de quoi elle parlait".